# Karl Bauman
Karl Janowicz Bauman, właśc. Kārlis Baumanis (ros. Карл Я́нович Ба́уман, ur. 29 sierpnia 1892 w guberni inflanckiej, zm. 14 października 1937 w Moskwie) – łotewski komunista, radziecki polityk i działacz partyjny, sekretarz KC WKP(b) (1929-1932), zastępca członka Biura Politycznego KC WKP(b) (1929-1930).

## Życiorys
Urodzony w rodzinie chłopskiej, w 1907 wstąpił do SDPRR, trzykrotnie aresztowany (m.in. w 1908 i 1911). Po ukończeniu w 1916 Kijowskiego Instytutu Komercyjnego pracował w Kijowskim Banku, w 1917 był komisarzem ds. nacjonalizacji banków w Kijowie i kierownikiem kijowskiego gubernialnego oddziału finansowego, w 1919 przewodniczący komitetu wykonawczego rady powiatowej w Putywlu, potem przewodniczący komitetu wykonawczego rady powiatowej w Grajworonie (gubernia kurska). Od października do grudnia 1920 przewodniczący kurskiej gubernialnej rady związków zawodowych, od 14 grudnia 1920 do 14 maja 1923 sekretarz odpowiedzialny kurskiego gubernialnego komitetu RKP(b), od maja 1923 do 1924 zastępca kierownika Wydziału Organizacyjno-Instruktorskiego KC RKP(b), od 1924 do kwietnia 1928 kierownik Wydziału Organizacyjno-Dystrybucyjnego Moskiewskiego Gubernialnego Komitetu RKP(b)/WKP(b). Od 31 grudnia 1925 do 14 stycznia 1938 członek KC WKP(b), od 11 kwietnia 1928 do 4 lutego 1929 zastępca członka Sekretariatu KC WKP(b), od 11 kwietnia 1928 do 4 lutego 1932 członek Biura Organizacyjnego KC WKP(b), od 19 kwietnia 1928 kierownik Wydziału ds. Pracy na Wsi KC WKP(b), od listopada 1928 do kwietnia 1929 członek Sekretariatu Moskiewskiego Gubernialnego Komitetu WKP(b), od 1 kwietnia do 14 września 1929 przewodniczący Biura Organizacyjnego KC WKP(b) w Centralno-Przemysłowym Obwodzie Moskiewskim. Od 6 kwietnia do 14 września 1929 sekretarz odpowiedzialny Moskiewskiego Gubernialnego Komitetu WKP(b), od 18 września 1929 do 22 kwietnia 1930 I sekretarz Moskiewskiego Komitetu Obwodowego, od 29 kwietnia 1929 do 4 lutego 1932 sekretarz KC WKP(b), od 29 kwietnia 1929 do 26 czerwca 1930 zastępca członka Biura Politycznego KC WKP(b), 1931-1934 I sekretarz Środkowoazjatyckiego Biura KC WKP(b), od 13 maja 1934 do 14 kwietnia 1937 kierownik Wydziału Nauki, Wynalazków i Odkryć Naukowo-Technicznych KC WKP(b), potem kierownik Wydziału Planowo-Finansowo-Handlowego KC WKP(b).
12 października 1937 aresztowany, dwa dni później zmarł w więzieniu Lefortowo podczas śledztwa. 15 lipca 1955 pośmiertnie zrehabilitowany.